# V.C. Corner Australian Cemetery and Memorial
V.C. Corner Australian Cemetery and Memorial is een Britse militaire begraafplaats met gesneuvelden uit de Eerste Wereldoorlog en bijhorend herdenkingsmonument, gelegen in de Franse gemeente Fromelles in Noorderdepartement. De begraafplaats ligt twee kilometer ten noordwesten van het centrum van Fromelles. Er liggen 410 Australische gesneuvelden begraven, van wie er geen enkele kon worden geïdentificeerd. Hoewel het om individuele graven gaat, werden ze niet met individuele grafstenen gemarkeerd, maar de namen van zo'n 1.200 vermisten worden vermeld op het Memorial, een gedenkmuur achteraan op de begraafplaats. Op het grasplein zijn twee grote betonnen kruisen geplaatst. Voor de gedenkmuur staat het Cross of Sacrifice. Het monument werd ontworpen door Herbert Baker en wordt onderhouden door de Commonwealth War Graves Commission.

## Geschiedenis
Tijdens de Eerste Wereldoorlog lag Fromelles aan het front. Tijdens de Slag bij Fromelles vielen op 19 en 20 juli 1916 een Australische en Britse divisie de Duitse posities aan. De geallieerden stootten echter op een zware Duitse verdediging en leden zware verliezen. Het was de eerste grote actie waarbij in Frankrijk Australische troepen werden ingezet, maar meteen een die een zware tol eiste, vooral voor Australië.
De begraafplaats werd aangelegd na de oorlog, in 1920 en 1921. Een herdenkingsmuur werd er opgericht waarop de namen kwamen van de vele onbekende gesneuvelden die op de begraafplaats en enkele omliggende begraafplaatsen liggen. Op het eind van de 20ste eeuw werd 200 m ten zuiden van de begraafplaats het Australian Memorial Park ingehuldigd. In het begin van de 21ste eeuw werden enkele massagraven met vermisten teruggevonden. Zij werden begraven op een in 2010 nieuw aangelegd begraafplaats in Fromelles, Fromelles (Pheasant Wood) Military Cemetery. Velen konden door DNA-onderzoek worden geïdentificeerd.

## Militairen

### Onderscheiden militairen
- luitenant Richard Horace Maconochie Gibbs en onderluitenant John Harold Sterling werden onderscheiden met het Military Cross (MC).
- sergeant William Wass en soldaat Edgar Williams werden onderscheiden met de Military Medal (MM).

### Minderjarige militairen
- de soldaten David Charles Trainer, George Roy Reginald Yendle en Clarence George Mathiesen waren 16 jaar toen ze sneuvelden.
- de soldaten Arthur Otto Tiedeman en Roy Cruickshanks waren 17 jaar toen ze sneuvelden.

### Aliassen
Zes soldaten dienden onder een alias bij de Australian Infantry, A.I.F.:
- C. Wahlstedt als Charles Wahlstead.
- Charles Reginald Benson als Charles Frederick Harrison.
- George Greenwood als George Smith.
- Charles Fryklund als Charles Franklin.
- David Charles Trainer als David Charles Cook.
- Benjamin Dennis Hopkins als Benjamin Dennis Botting.

en 
- Norman Thomas Lee als Sydney Harold Atwell bij het Australian Machine Gun Corps.